# Thomas-Morse MB-7
El Thomas-Morse MB-7 fue un avión de carreras estadounidense construido por la compañía Thomas-Morse Aircraft para la Armada de los Estados Unidos, en los años 20 del siglo XX.

## Diseño y desarrollo

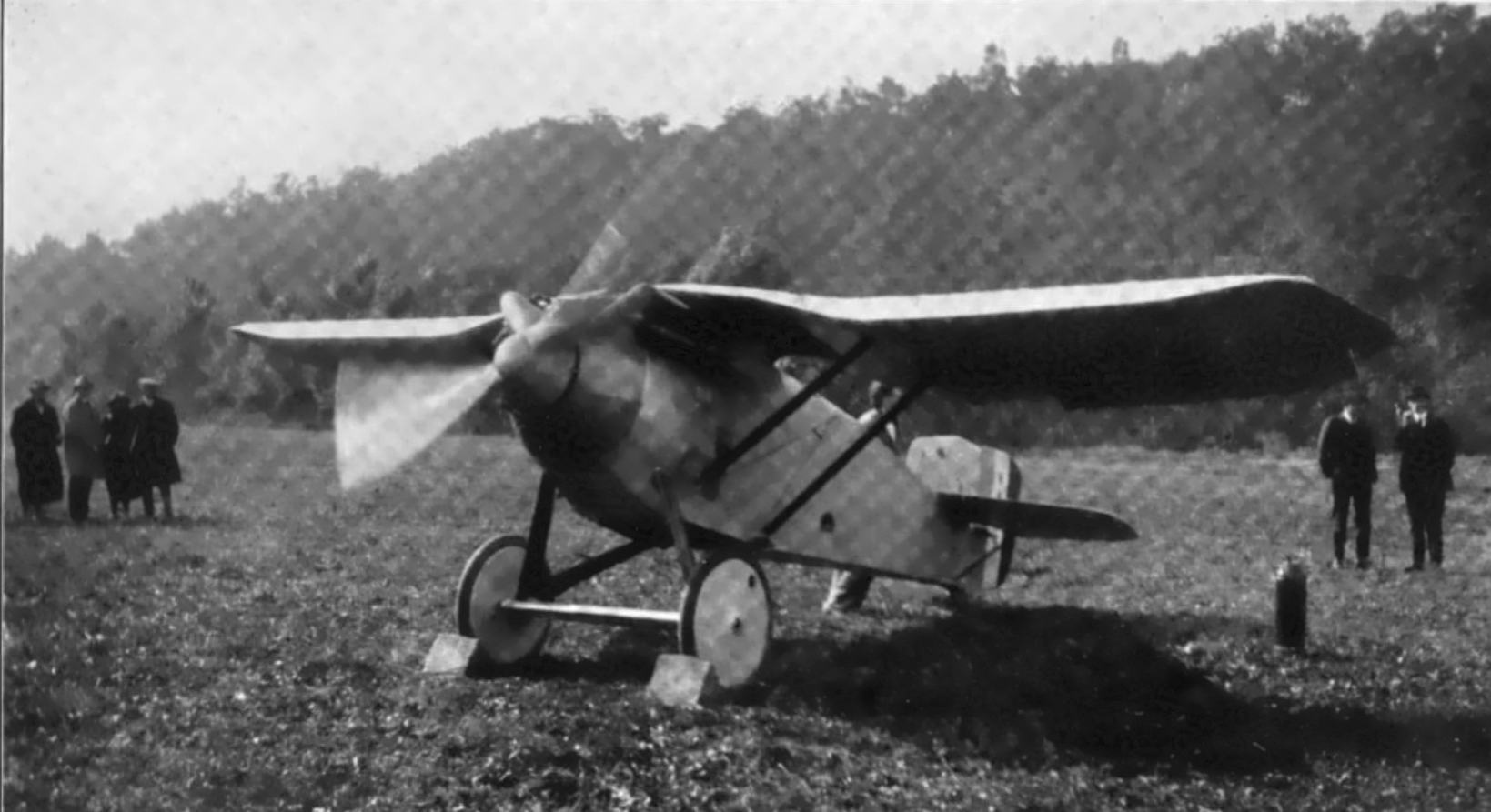
MB-7 preparándose para despegar.

El MB-7 fue construido a solicitud de la Armada estadounidense. Recientemente había recibido los Thomas-Morse MB-3, y solicitó a B. Douglas Thomas, diseñador jefe de la firma, modificar dos de ellos como aviones de carreras. El primer MB-7 fue completado en 1921. Tomó parte en la carrera del Trofeo Pulitzer de 1921, pero durante la competición su bomba de combustible se averió, y acabó estrellándose y destruido por un fuego provocado por una cerilla encendida por un cazador de recuerdos que prendió el combustible. El segundo MB-7 fue completado en enero de 1922. Voló por primera vez el 14 de abril del mismo año. Compitió para la Armada de los Estados Unidos en el Trofeo Pulitzer del 14 de octubre de ese año. Pilotado por el Capitán Francis Pat Mulcahy, abandonó después de 30 minutos con el motor sobrecalentado. Nunca volvió a volar antes de ser desmantelado el 7 de enero de 1925.

## Operadores
Estados Unidos
- Armada de los Estados Unidos

## Especificaciones
Referencia datos: Angelucci, 1987. p. 423.

### Características generales
- Tripulación: Uno (piloto)
- Longitud: 5,6 m (18,5 ft)
- Envergadura: 7,3 m (24 ft)
- Altura: 2,2 m (7,3 ft)
- Superficie alar: 10,4 m² (112,2 ft²)
- Peso vacío: 645 kg (1421,6 lb)
- Peso cargado: 850 kg (1873,4 lb)
- Planta motriz: 1× motor lineal V-8 refrigerado por agua Wright H-2.
  - Potencia: 300 kW (414 HP; 408 CV)

### Rendimiento
- Velocidad máxima operativa (Vno): 291 km/h (181 MPH; 157 kt)

## Aeronaves relacionadas

### Secuencias de designación
- Secuencia MB-_ (interna de Thomas-Morse): ← MB-3 - MB-4 - MB-6 - MB-7 - MB-9 - MB-10 - TM-22 →